# Les Mains en l'air
Pour plus de détails, voir Fiche technique et Distribution.
Les Mains en l'air est un film français réalisé par Romain Goupil, sorti en 2010.

## Synopsis
22 mars 2067, Milana se souvient de ce qui lui est arrivé, il y a soixante ans. En 2009, Milana, d’origine tchétchène, est élève en classe de CM2 à Paris. Ses copains, sa bande, ce sont Blaise, Alice, Claudio, Ali et Youssef. Mais un jour Youssef, qui n’a pas de papiers, est expulsé. Puis, c’est au tour de Milana d’être menacée. Se sentant alors en danger, les enfants décident de réagir. Ils prêtent serment de toujours rester ensemble et organisent un complot pour sauver Milana.

## Fiche technique
- Titre : Les Mains en l'air
- Réalisation et scénario : Romain Goupil
- Décors : Jean-Baptiste Poirot
- Photographie : Marion Befve, Irina Lubtchansky, Mikael Lubtchansky
- Son : Sophie Chiabaud
- Mixage : Dominique Dalmasso
- Montage : Laurence Briaud, Julie Decondé, Laure Meynet
- Musique : Philippe Hersant
- Société de production : Les Films du losange, France 3 Cinéma
- Distribution : Les Films du losange
- Pays d'origine :  France
- Format : couleur
- Genre : drame
- Durée : 90 minutes
- Date de sortie : 9 juin 2010

## Distribution
- Valeria Bruni Tedeschi : Cendrine
- Linda Doudaeva : Milana
- Jules Ritmanic : Blaise
- Louna Klanit : Alice
- Louka Masset : Ali
- Jeremie Yousaf : Claudio
- Drama Sarambounou : Youssef
- Hippolyte Girardot : Rodolphe
- Romain Goupil : Luc
- Malika Doudaeva : Mère de Milana
- Sissi Duparc : Mère de Claudio
- Hélène Babu : Directrice
- Alice Butaud : Maîtresse
- Clémence Charpentier : Enseignante
- Florence Muller : Commissaire
- Vincent Deniard : Inspecteur